# Jussi Niinistö

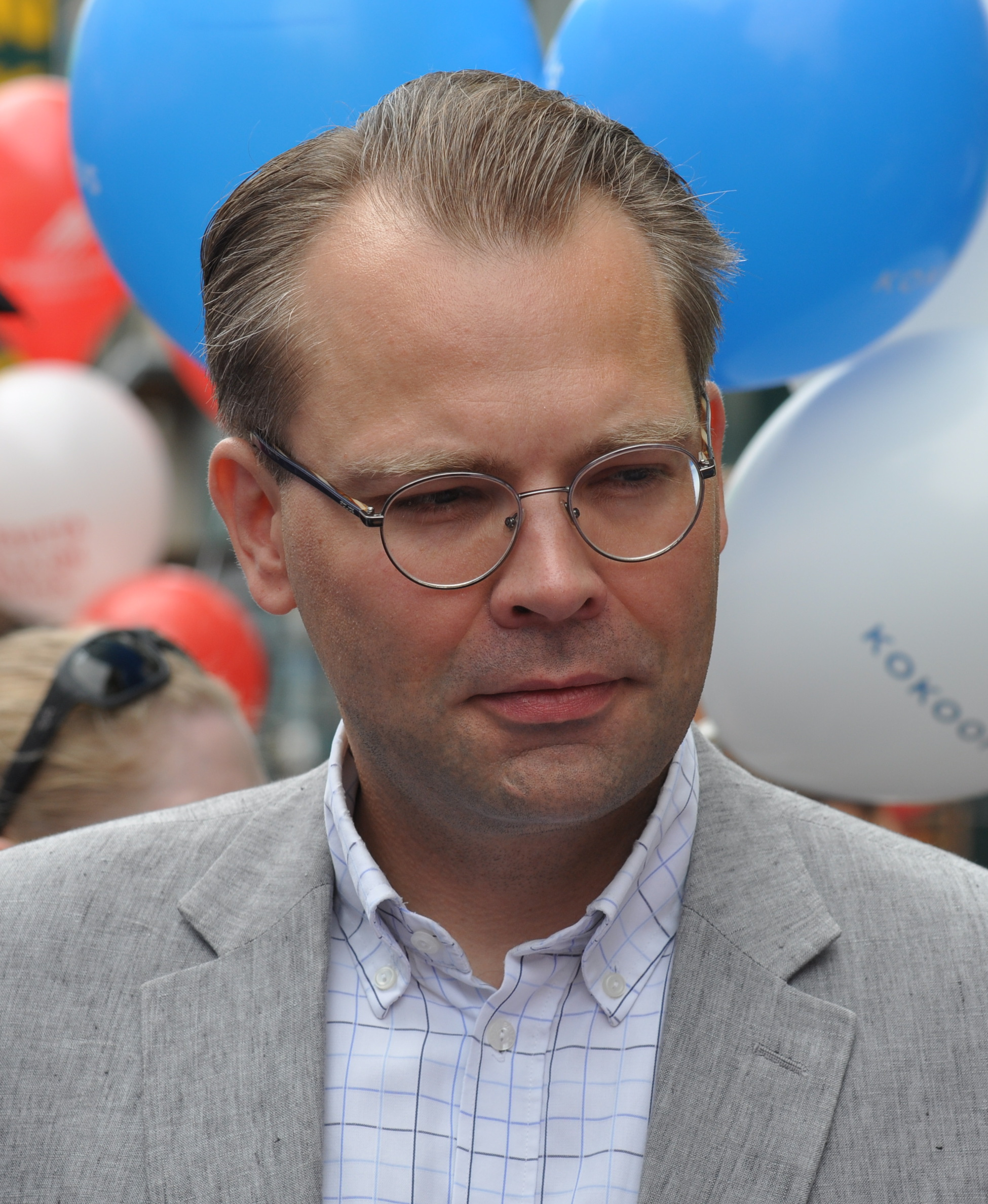
Jussi Niinistö (2014)

Jussi Niinistö (* 27. Oktober 1970 in Helsinki) ist ein finnischer Politiker der Blauen Zukunft.

## Leben
Niinistö studierte an der Universität Helsinki Geschichte. An gleicher Universität lehrt er als Hochschullehrer Militärgeschichte. Seit 2011 ist er Abgeordneter im Finnischen Parlament. Seit Mai 2015 ist er als Nachfolger von Carl Haglund Verteidigungsminister im Kabinett Sipilä.
Niinistö war bis Juni 2017 Mitglied der Basisfinnen. Durch die Wahl von Jussi Halla-aho zum Vorsitzenden erlitten die Basisfinnen einen Rechtsruck, welcher in einer Regierungskrise endete. Im Juni erklärten 20 Parlamentsabgeordnete, darunter auch Niinistö, die Abspaltung von den Basisfinnen und gründeten die Partei Blaue Zukunft.
In erster Ehe war er mit Kati Niinistö verheiratet. Seit 2015 ist er in zweiter Ehe mit Leena Sharma verheiratet.